# Wilson Bethel
Stephan Wilson Bethel (Hillsborough, 24 febbraio 1984) è un attore statunitense.
È principalmente noto per aver interpretato il villain Bullseye nella serie Netflix Daredevil e Daredevil - Rinascita, facenti parte del Marvel Cinematic Universe.

## Biografia
Wilson è terzo di nove figli, alcuni dei quali adottati, di Steve Bethel e della scrittrice Joyce Maynard ed inizia a recitare quando è iscritto a una scuola elementare per le arti dove gli studenti recitavano le commedie di William Shakespeare. Dopo il diploma di scuola superiore decide di seguire il suo sogno di diventare un attore e si trasferisce a Los Angeles. Lì inizia a lavorare come comparsa in alcune serie tv tra cui Cold Case - Delitti irrisolti, NCIS e The O.C.. La sua carriera subisce una svolta quando viene scelto per la parte di Evan Q-Tip Stafford per la miniserie Generation Kill tratta dall'omonimo libro. Sempre nel 2008 partecipa al film Tunnel Rats di Uwe Boll, dove interpreta il caporale Dan Green. Ha ricoperto il ruolo di Wade Kinsella nella serie The CW, Hart of Dixie. Nel 2011 interpreta il ruolo del Dottor Holliday nel film Wyatt Earp - La leggenda, ruolo che nel film del 1993 Tombstone, a cui è ispirato il suddetto, era di Val Kilmer, presente qui invece nei panni dello sceriffo Wyatt Earp. Nel 2018 veste i panni del villain Benjamin Poindexter, alias Bullseye, nella serie televisiva su Netflix Daredevil, ruolo che ha poi ripreso nella serie televisiva su Disney+ Daredevil - Rinascita (2025).

## Filmografia

### Cinema
- Tunnel Rats, regia di Uwe Boll (2008)
- Stealing Summers, regia di David Martin Porras (2011)
- Wyatt Earp - La leggenda (Wyatt Earp's Revenge), regia di Michael Fifer (2012)
- Not Today, regia di Jon Van Dyke (2013)
- Cold Turkey, regia di Will Slocombe (2013)
- Vizio di forma (Inherent Vice), regia di Paul Thomas Anderson (2014)
- Doors, regia di Dugan O'Neal (2021) - (episodio "Lamaj")
- Collide - Destini incrociati (Collide), regia di Mukunda Michael Dewil (2022)
- Match Me If You Can, regia di Marian Yeager (2023)

### Televisione
- The O.C. - serie TV, episodio 1x20 (2004)
- JAG - Avvocati in divisa (JAG) - serie TV, episodio 10x21 (2005)
- NCIS - Unità anticrimine (NCIS) - serie TV, episodio 3x05 (2005)
- Generation Kill - miniserie TV, 7 puntate (2008)
- Cold Case - Delitti irrisolti (Cold Case) - serie TV, episodio 6x05 (2008)
- Febbre d'amore (The Young and the Restless) - serial TV, 78 puntate (2009-2011)
- La verità non può aspettare (The Perfect Student), regia di Michael Feifer - film TV (2011)
- Hart of Dixie - serie TV, 76 episodi (2011-2015)
- Reception - serie web, episodi 3x01-3x02 (2012)
- Treme - serie TV, episodio 4x03 (2013)
- Stupid Hype - serie web, 9 episodi (2013)
- L.A. Rangers - serie web, 5 episodi (2014)
- Bates Motel - serie TV, episodio 3x06 (2015)
- The Astronaut Wives Club - serie TV, 8 episodi (2015)
- Blood & Oil - serie TV, episodi 1x03-1x05-1x07 (2015)
- Criminal Minds - serie TV, episodio 11x13 (2016)
- Le regole del delitto perfetto (How to Get Away with Murder) - serie TV, 4 episodi (2016-2017)
- Harley & the Davidsons - miniserie TV, 1 puntata (2016)
- American Koko - serie web, episodi 1x01-2x01 (2017)
- Daredevil - serie TV, 11 episodi (2018)
- All Rise - serie TV, 58 episodi (2019-2023)
- Daredevil - Rinascita (Daredevil: Born Again) – serie TV (2025)
- Untamed – serie TV, 6 episodi (2025)

## Doppiatori italiani
Nelle versioni in italiano delle opere in cui ha recitato, Wilson Bethel è stato doppiato da:
- Stefano Crescentini in NCIS - Unità anticrimine, Daredevil, Daredevil - Rinascita
- Fabrizio De Flaviis in Generation Kill, Cold Case - Delitti irrisolti
- Stefano Sperduti in La verità non può aspettare, Le regole del delitto perfetto
- Emiliano Coltorti in Hart of Dixie
- Francesco Pezzulli in Bates Motel
- Stefano Brusa in The Astronaut Wives Club
- Nanni Baldini in Criminal Minds
- Andrea Lavagnino in All Rise